# Astor Piazzolla
Astor Pantaléon Piazzolla (Mar del Plata, 11 marzo 1921 – Buenos Aires, 4 luglio 1992) è stato un musicista, compositore e arrangiatore argentino.
Strumentista d'avanguardia, è considerato da alcuni l'esponente più importante della musica del suo Paese ed è in generale tra i più importanti musicisti del XX secolo; autore di diverse collaborazioni con artisti di vario genere (tra cui i conterranei Amelita Baltar e Lalo Schifrin, il jazzista statunitense Gerry Mulligan e, per quanto riguarda quelle italiane, Tullio De Piscopo, Pino Presti e le cantanti Mina, Milva e Iva Zanicchi). Per le sue commistioni di tango e jazz fu il catalizzatore di pesanti critiche rivolte al nuevo tango dai puristi del genere, che lo definirono el asesino del Tango (l'assassino del tango).
È autore di numerosi brani sia strumentali sia vocali, tra i più noti dei quali si citano Libertango, Oblivion, Adiós Nonino, María de Buenos Aires (con la voce di Milva), Summit, dall'album Summit-Reunion Cumbre (con Gerry Mulligan).
Mar del Plata, sua città d'origine, gli ha reso omaggio intitolandogli, nel 2008, l'aeroporto.

## Biografia
Nacque da genitori di origine italiana: il padre, Vicente Piazzolla (chiamato "Nonino" dai figli di Astor), era figlio di Pantaleone, un pescatore nativo di Trani in Puglia, che emigrò in Argentina dopo il naufragio della sua imbarcazione; oggi infatti nella villa comunale di Trani è presente una piazzetta con il nome di Astor Piazzolla dove è presente anche un piccolo palcoscenico destinato ai concerti. La madre, Asunta Manetti (Assunta), era invece nativa di Massa Sassorosso, frazione di Villa Collemandina.
Il nome di Astor deriva da un amico e cliente del padre, Astor Bolognini, violinista di successo in America del Nord. Nacque con un grave difetto alla gamba destra, il piede equino, per cui fu sottoposto a numerosi interventi chirurgici mentre il padre lo stimolava continuamente a esercitarsi in più discipline per compensare il difetto fisico. Verosimilmente dovette aver problemi nelle relazioni coi coetanei in giovane età, sia per il problema alla gamba sia per il suo carattere focoso e irascibile.
La famiglia si trasferì più volte e sia il padre sia la madre cambiarono spesso città e lavoro.

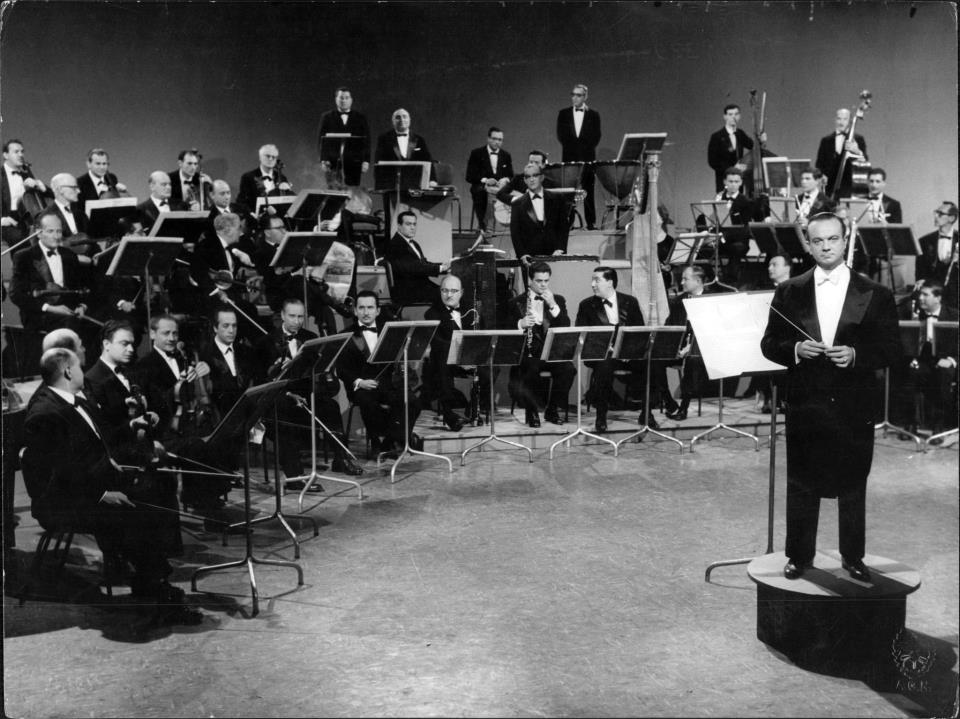
Astor Piazzolla a "Canal 13" nel 1963

Figlio unico, nel 1925 si trasferì con la famiglia a New York dove visse fino a 16 anni.
All'età di 8 anni ricevette in regalo dal padre un bandoneon e iniziò a strimpellare da autodidatta, incoraggiato dal padre, appassionato di musica, che suonava fisarmonica e chitarra.
Nel 1930, stante la recente crisi economica americana, la famiglia si trasferì per nove mesi a Mar del Plata dove Astor prese lezioni di musica da vari insegnanti (tra cui Libero e Homero Paoloni) per poi tornare a New York dove proseguì gli studi dello strumento e iniziò a suonare in vari gruppi e anche da solo.
Fondamentale in quegli anni fu l'amicizia con Carlos Gardel, famoso cantante e attore, che lo incoraggiò a proseguire con la musica e gli trovò piccoli ingaggi; lo invitò anche in un tour nei Caraibi ma il padre di Astor rifiutò di mandarlo per via della sua giovane età, salvandogli inconsapevolmente la vita perché Carlos morì durante il tour in un incidente aereo all'aeroporto di Medellín nel 1935.
Nel 1937 la famiglia si trasferì nuovamente a Mar del Plata, dove Astor si appassionò definitivamente al tango, pur non amandolo troppo (almeno quello tradizionale, esclusivamente da ballo) e tentando fin da subito di creare un suo stile. Negli anni successivi ebbe relazioni con diversi musicisti (tra i quali Nestor Romano, Luis Savastano e soprattutto Miguel Calò che raggiunse a Buenos Aires nel 1939).
Negli anni di Buenos Aires creò la Orquestra tipica de Astor Piazzolla, conosciuta meglio come Orquesta de 1946.
Negli anni '50 scrive molta musica sinfonica e colonne sonore per numerosi film, abbandonando il bandoneón per dedicarsi alla musica colta.
Nel 1953 con la sinfonia Buenos Aires vince il Premio Sevitzky (dal direttore Fabien Sevitzky che con una borsa di studio gli permette di trasferirsi a Parigi e rimanervi circa un anno, studiando soprattutto con Nadia Boulanger che lo indirizzò nuovamente verso il tango, per poi tornare a Buenos Aires dove nel 1955 fondò il gruppo Octeto Buenos Aires dedicandosi al tango nuovo che da allora diventò il suo genere caratteristico e gli attirerà severe critiche malgrado le quali la sua fama diventerà sempre maggiore portandolo a spostarsi e a suonare in gran parte del mondo.
Nel 1958 tornò a New York, chiamando poi a sé la famiglia, e lì rimase fino al 1960 entrando in contatto con molti artisti e compositori, tra cui Stravinskij; in quel periodo gli giunse la notizia della improvvisa morte del padre, il 13 ottobre 1959, e compose uno dei suoi pezzi più famosi, Adiós Nonino. A New York Astor non ottenne il successo che si aspettava e nel 1960 tornò a Buenos Aires dove creò un quintetto (Quinteto nuevo tango) che sarà più volte modificato cambiando o aggiungendo artisti (per esempio: Octeto Buenos Aires), con cui si esibì in molti locali alternando le attività di arrangiatore e compositore.
Nel 1966 si separò dalla moglie.
Dal 1967, in collaborazione con Horacio Ferrer, compose alcune delle sue opere più famose (Maria de Buenos Aires, Balada para un loco, Chiquilín de Bachín) suonando in moltissimi locali.
Nel 1971 si trasferì in Europa con la nuova compagna Amelita e al ritorno ampliò nuovamente il Quinteto in Noneto (Conjunto 9), continuando a girare il mondo e a produrre opere. Nel 1973 ebbe un infarto da cui si riprese abbastanza bene, per poi trasferirsi per qualche tempo a Roma (dove aveva avuto in passato contatti con molti artisti famosi) dove incise Libertango, conobbe Gerry Mulligan con cui collaborò negli anni successivi durante i quali si interessò molto alla musica elettronica, collaborando anche col figlio Daniel. Il brano Libertango, fu registrato insieme alla incisiva collaborazione batteristica di Tullio De Piscopo, il quale scelse la ritmica che caratterizza il celebre brano. 
Negli anni successivi si stabilì a Parigi, continuando a comporre e a girare il mondo per concerti e contatti di lavoro, per poi tornare in Argentina nel 1978, dove ricostruì il quintetto, e nel 1980 di nuovo a Parigi.
Nel 1983 morì Nonina, la madre Asunta. Negli anni successivi si trasferì più volte, suonando in molte parti del mondo e collaborando con numerosi artisti (tra cui Milva). Fu in quel periodo che la sua salute ebbe un tracollo, per problemi vascolari agli arti (soprattutto alla gamba malata) e al cuore: soffriva di fibrillazione atriale ed ebbe un intervento di bypass nel 1988.
Recuperata in breve una certa forma fisica, riprese l'attività artistica con un sestetto, ma negli anni successivi i ritmi di vita e la fatica lo deteriorarono progressivamente, costringendolo nel 1990 a interrompere il tour. Dopo pochi mesi, ebbe un ictus che esitò in una emiparesi e in uno stato di coma da cui si riprese parzialmente poche settimane dopo. La compagna, visto il desiderio espresso da Astor di morire nel suo Paese, provvide a trasferirlo in Argentina dove, per il ripetuto aggravarsi delle condizioni fisiche, morì il 4 luglio del 1992.
Conosciuto nella sua terra natale come El Gran Astor o El Gato (il Gatto, per la sua abilità e ingegno), è considerato tra i più importanti musicisti di tango della seconda metà del XX secolo (Carlos Gardel è il più importante della prima metà). Fu una figura controversa nei confronti degli argentini, sia musicalmente sia politicamente.
La sua musica ha ottenuto consensi in Europa e in America del Nord prima che nel suo Paese e la rivoluzione che ha apportato a questa forma musicale tradizionale lo ha allineato, forse inevitabilmente, a coloro che volevano fare anche altri cambiamenti nella società argentina.

## La musica
Il nuevo tango di Piazzolla si differenzia dal tango tradizionale perché incorpora elementi presi dalla musica jazz e fa uso di dissonanze e altri elementi musicali innovativi; Piazzolla ha inoltre introdotto, a partire dal "Conjunto Electronico", l'uso di strumenti che non venivano utilizzati nel tango tradizionale, come l'organo Hammond, il flauto, la marimba, il basso elettrico, la batteria, le percussioni, la chitarra elettrica. Con questo organico, integrato dalla sezione d'archi, nel maggio 1974, grazie a una intuizione del suo manager e produttore storico, Aldo Pagani, ha realizzato a Milano l'album Libertango, uno dei suoi dischi più noti. L'orchestra, formata da musicisti italiani, comprendeva due tra i più apprezzati esecutori del periodo, che l'avrebbero in seguito accompagnato in altre significative avventure musicali: Pino Presti al basso elettrico e Tullio De Piscopo alla batteria.
Piazzolla ha formato diversi gruppi, nel 1946 l'"Orchestra", nel 1955 l'"Octeto Buenos Aires", nel 1960 il "First Quintet", nel 1971 il "Noneto", nel 1974 il "Conjunto Electrónico", nel 1978 il "Second Quintet" e nel 1989 il "Sextet"; inoltre ha inciso l'album Summit-Reunion Cumbre con il sassofonista di jazz Gerry Mulligan e una formazione italiana che comprendeva Angel Pocho Gatti (l'unico argentino), pianoforte, Alberto Baldan & Gianni Zilioli, marimba, Filippo Daccó & Bruno De Filippi chitarra elettrica, Umberto Benedetti Michelangeli, primo violino, Renato Riccio, prima viola, Ennio Miori, primo violoncello, Giuseppe Prestipino (Pino Presti), basso elettrico, Tullio De Piscopo, batteria e percussioni.
Le sue sterminate composizioni includono lavori per orchestra, come il Concierto para bandoneón, orquesta, cuerdas y percusión, il Doble-concierto para bandoneón y guitarra, i Tres tangos sinfónicos e il Concierto de Nácar para 9 tanguistas y orquesta; inoltre opere per chitarra classica solista, come i Cinco piezas, e varie altre composizioni che sono ancora oggi dei classici del tango per il pubblico argentino, come Balada para un loco e Adiós Nonino, dedicata al padre, in occasione della morte di costui (nell'Argentina, l'impatto dell'immigrazione italiana fa sì che il termine spagnolo "abuelo/a", che significa "nonno/a", venga spesso sostituito da "nono/a", ovvero dal diminutivo, "nonino/a").

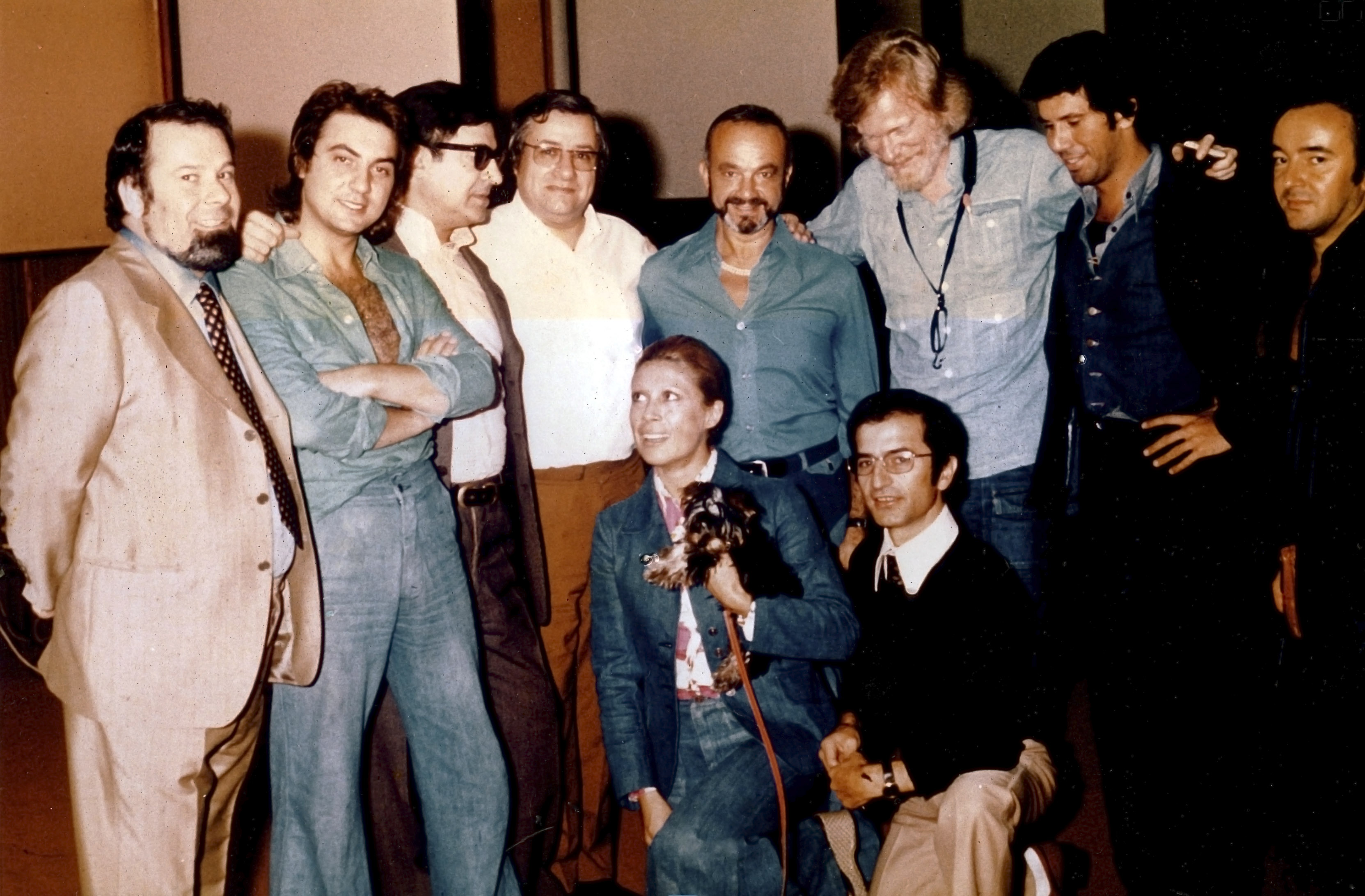
Foto scattata alla fine della registrazione di Summit-Reunion Cumbre, Milano, 1974. Da sn. il produttore Aldo Pagani, e a seguire Tullio De Piscopo, Filippo Daccò, Angel Pocho Gatti, Astor Piazzolla, Gerry Mulligan, Pino Presti, Alberto Baldan Bembo; in basso Amelita Baltar e il fonico Tonino Paolillo.

I biografi calcolano che Piazzolla abbia scritto circa 3.000 brani e ne abbia registrati circa 500.
In Italia molti suoi brani sono stati tradotti da Angela Denia Tarenzi e interpretati da cantanti come Edmonda Aldini (che a Piazzolla ha dedicato un intero 33 giri, Rabbia e tango, pubblicato nel 1973 dalla Dischi Ricordi), Mina, Milva e Iva Zanicchi.
Nel 1993, il Maestro Hugo Aisemberg e l'Associazione Musicale di Pesaro fondano il Centro Astor Piazzolla, con lo scopo di promuovere la diffusione del tango, della cultura argentina e rioplatense, con la raccolta in un archivio di documentazione (libri, video, dischi, fotografie) e spartiti, l'organizzazione di concerti, seminari e corsi di perfezionamento.
Nel 2008 il Presidente della Repubblica Argentina, Cristina Fernández de Kirchner, ha intitolato l'aeroporto internazionale di Mar del Plata ad Astor Piazzolla.
Il giorno 11 agosto 2013 è stata inaugurata una piazzetta nel centro di Massa Sassorosso intitolata “Largo Astor Piazzolla” a poca distanza dalle abitazioni nelle quali vissero i nonni di Astor e davanti alla chiesa dove si sposarono. Nella piazza è stata collocata un'opera donata dal Museo del Parco di Portofino.

## Discografia
Questa discografia comprende solo le registrazioni prodotte in vita. I dischi postumi non sono menzionati. (da wiki.fr)
- Sinfonía de Tango (1955)

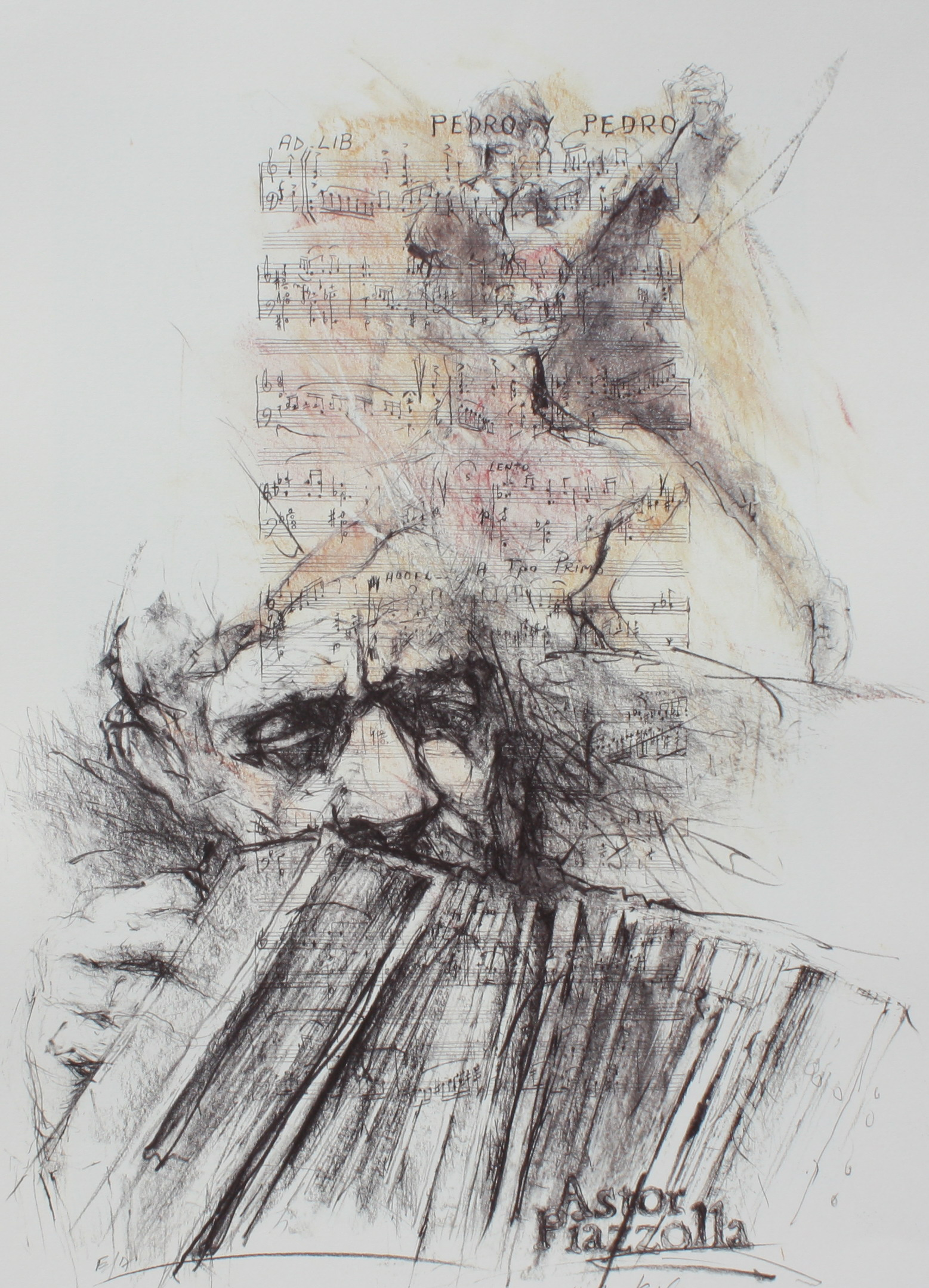
Astor Piazzolla
(litografia di Hetty Krist)

- Tango Progresivo (Octeto Buenos Aires) (1957)
- Tango Moderno (Octeto Bueños Aires) (1957)
- Tango en Hi-Fi (1957)
- Lo Que Vendra (1957)
- 5 año national (1960)
- Piazzolla interpreta a Piazzolla (1960)
- Piazzolla o no? Bailable y apiazolado (1961)
- Nuestro Tiempo (1962)
- Tango para una ciudad (1963)
- Tango Contemporáneo (1963)
- 20 años de Vanguardia (1964)
- Concierto en el Philharmonic Hall de New York (1965)
- Historia del Tango Vol 1. La guardia Vieja (1967)
- Historia del Tango Vol 2. Epoca Romántica (1967)
- María de Buenos Aires (1968)
- Amelita Baltar interpreta a Piazzolla y Ferrer (1969)
- Adiós Nonino (1969)
- Concierto para quinteto (1970)
- Pulsación (1970)
- Musica contemporanea de la Cdad, de Bs. As. Vol 1 (1971)
- Musica contemporanea de la Cdad, de Bs. As. Vol 2 (1972)
- Libertango (1974)
- Summit-Reunion Cumbre (1974) con Gerry Mulligan (pubblicato anche col titolo di Tango Nuevo nell'edizione Atlantic del 1975)
- With Amelita Baltar (1974)
- Suite Troileana (1975)
- Viaje de Bodas (1975)
- Il Pleut Sur Santiago (1976) B.O.
- Persecuta o Piazzolla 77 (1977)
- Chador (1978) con Tullio De Piscopo e Arnaldo Piuri Ciato.
- Biyuya (1979)
- Enrico IV (1984) B.O.
- El Exilio De Gardel (1985) B.O.
- Tango: Zero Hour (1986)
- The New Tango (1987) con Gary Burton
- Sur (1988) B.O.
- La camorra (1989)
- Hommage a Liège: Double Concerto pour Bandonéon et Guitare/Histoire du Tango (1988) Avec l'Orchestre Philharmonique de Liège dirigé par Leo Brouwer. Concerto interprété par Piazzolla et Cacho Tirao, l'Histoire du Tango par Guy Lukowski et Marc Grauwels.
- The Rough Dancer and the Cyclical Night (Tango Apassionado) (1991)
- Five Tango Sensations (1991) con el Kronos Quartet.

## Edizioni musicali
- Histoire du tango, per flauto e chitarra, Editions Henry Lemoine, 24810 H.L., ISMN M-2309-4810-4
- Tango-Études, per flauto (o violino), 24897 H.L., ISMN M-2309-4897-5
- Tango-Études (ou "Études tanguistiques"), trascrizione per pianoforte di Kyoko Yamamoto, 28462 H.L., ISMN M-2309-8462-1
- Antologia - 15 brani celebri trascritti per chitarra da Dario Bisso, Edizioni Curci, EC11499, ISMN: 9790215906044[14]
- Libertango - Adios Nonino, trascrizione per chitarra di Dario Bisso, Edizioni Curci, EC11307, ISMN: 9790215903395[15]

## Voci correlate

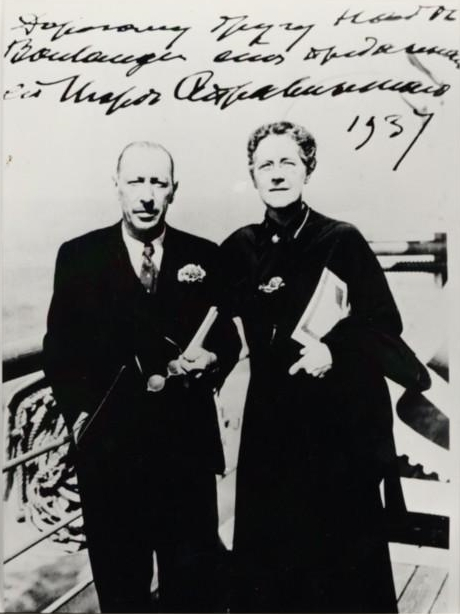
Nadia Boulanger (nella foto con Igor Stravinsky) ebbe un ruolo determinante per l'evoluzione artistica di Astor Piazzolla